# Bruce Ford
Bruce Ford (født 18. september 1954 i Victoria, Canada) er en canadisk tidligere roer.
Ford vandt bronze i dobbeltfirer for Canada ved OL 1984 i Los Angeles. Canadierne blev i finalen besejret af Vesttyskland, som vandt guld, samt af Australien, som tog sølvmedaljerne. Bådens øvrige besætning var Doug Hamilton, Mike Hughes og Phil Monckton. Han deltog også i disciplinen dobbeltsculler ved OL 1988 i Seoul, hvor canadierne sluttede på 10. pladsen.

## OL-medaljer
- 1984:  Bronze i dobbeltfirer